# (8644) Betulapendula
(8644) Betulapendula (1988 SD) – planetoida z grupy pasa głównego asteroid okrążająca Słońce w ciągu 3,66 lat w średniej odległości 2,38 au. Odkryta 16 września 1988 roku.